# Gardineria simplex
Espèce
Statut CITES
Gardineria simplex est une espèce de coraux appartenant à la famille des Gardineriidae.